# Scaptomyza confusa
Scaptomyza confusa är en tvåvingeart som beskrevs av Hardy 1965. Scaptomyza confusa ingår i släktet Scaptomyza och familjen daggflugor. Inga underarter finns listade i Catalogue of Life.